# (10150) 1994 PN
(10150) 1994 PN est un astéroïde Amor découvert le 7 août 1994 par l'astronome australien Gordon J. Garradd à l'observatoire de Siding Spring.

## Caractéristiques
1994 PN mesure entre 3  et   6 kilomètres. Il orbite autour du Soleil sur une orbite très inclinée (i = 46°) en 3,66 ans.
Son type spectral et sa période de rotation ne sont pas connus.

## Compléments